# Campionati del mondo di ciclocross 2014 - Gara maschile Junior
La trentaseiesima edizione della gara maschile Junior dei Campionati del mondo di ciclocross 2014 si svolse il 1º febbraio 2014 con partenza ed arrivo da Hoogerheide nei Paesi Bassi, su un circuito da ripetere 5 volte per un totale di 16,93 km. La vittoria fu appannaggio del belga Thijs Aerts, il quale terminò la gara in 45'55", alla media di 22,12 km/h, precedendo i connazionali Yannick Peeters e Jelle Schuermans terzo.
Partenza con 51 ciclisti provenienti da 19 nazioni, 49 completarono la gara.

## Squadre partecipanti
| Ciclisti | Cod. | Squadra     |
| -------- | ---- | ----------- |
| 6        | BEL  | Belgio      |
| 5        | FRA  | Francia     |
| 5        | GER  | Germania    |
| 4        | NLD  | Paesi Bassi |
| 4        | USA  | Stati Uniti |
| 3        | CAN  | Canada      |
| 3        | CZE  | Cechia      |
| 3        | GBR  | Regno Unito |
| 3        | ITA  | Italia      |
| 3        | ESP  | Spagna      |

| Ciclisti | Cod. | Squadra     |
| -------- | ---- | ----------- |
| 2        | JPN  | Giappone    |
| 2        | SVK  | Slovacchia  |
| 2        | SUI  | Svizzera    |
| 1        | AUS  | Australia   |
| 1        | DEN  | Danimarca   |
| 1        | MKD  | Macedonia   |
| 1        | LUX  | Lussemburgo |
| 1        | POL  | Polonia     |
| 1        | SRB  | Serbia      |

## Classifica (Top 10)
| Pos. | Corridore         | Squadra     | Tempo   |
| ---- | ----------------- | ----------- | ------- |
| 1    | Thijs Aerts       | Belgio      | 45'55"  |
| 2    | Yannick Peeters   | Belgio      | a 10"   |
| 3    | Jelle Schuermans  | Belgio      | a 12"   |
| 4    | Joris Nieuwenhuis | Belgio      | a 13"   |
| 5    | Kobe Goossens     | Paesi Bassi | a 22"   |
| 6    | Johan Jacobs      | Svizzera    | a 35"   |
| 7    | Eli Iserbyt       | Belgio      | a 42"   |
| 8    | Yan Gras          | Francia     | a 58"   |
| 9    | Sieben Wouters    | Paesi Bassi | a 1'10" |
| 10   | Hugo Pigeon       | Francia     | a 1'19" |